# Babočka kopřivová

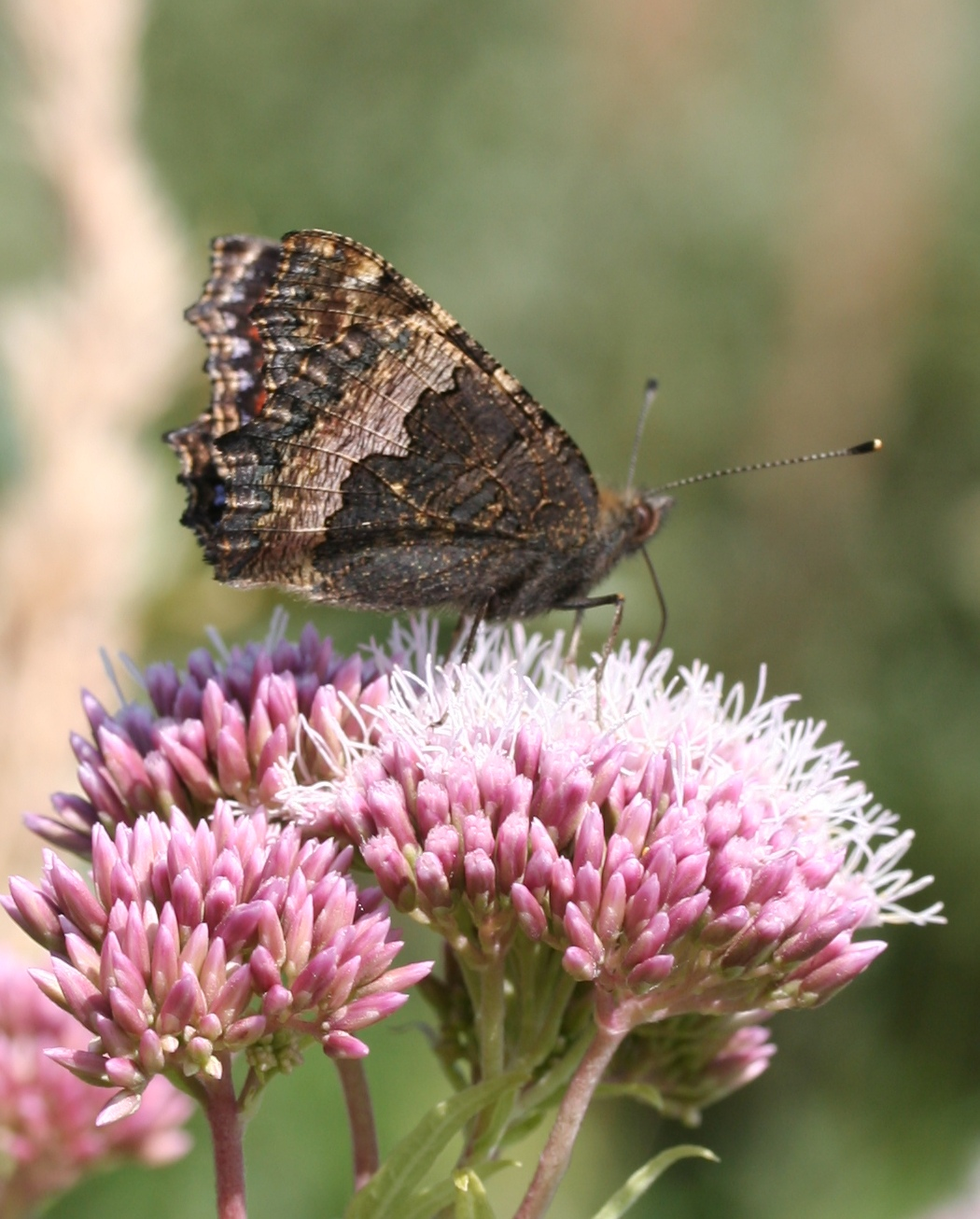
Spodní strana křídel motýla

Babočka kopřivová (Aglais urticae (Linné, 1758), synonymum: Papilio urticae Linné, 1758, Nymphalis urticae (Linné, 1758), ve starší české literatuře babočka žahavková) je druh motýla z rodu baboček, patřících do čeledi babočkovitých (Nymphalidae). Druhové jméno dostal podle živné rostliny housenek – kopřivy dvoudomé (Urtica dioica).
Jde o jednoho z nejhojnějších motýlů, který se vyskytuje v celé Evropě, přes Rusko, Asii po Japonsko, od nížin až po vysoké hory. Létá od března do října. Není vázaný na žádný konkrétní typ stanoviště, a tak jej lze nalézt v zahradách a parcích, na okrajích lesů a luk, v příbřežní vegetaci, vzácní nebývají ani ve velkých městech.
Nepatří mezi velké motýly, protože délka předních křídel je 23 až 30 mm. Křídla mají typickou oranžovo-červenou barvu s černými skvrnami, především na okraji předních křídel. Dolní okraje křídel jsou lemovány modrými skvrnami na černém pozadí. Od podobné babočky jilmové se liší bílou skvrnou na předním okraji křídel u jejich špičky, což umožňuje jejich snadné vzájemné rozlišení.
Jde o dvou (ve střední Evropě) až třígenerační, solitérně žijící druh s otevřenými populacemi. Poslední generace těchto motýlů je hojnější a přezimovává; na jaře opět založí další generaci. Přestože jsou jedinci geneticky velmi rozmanití, není mezi nimi v rámci Evropy podstatný rozdíl. Pouze populace ze Sardinie a Korsiky bývá někdy považována za samostatný druh Aglais ichnusa.

## Taxonomie
Linné popsal tento druh v roce 1758 jako Papilio urticae, s názvem Aglais urticae přišel W. J. Dalman až v roce 1816. Mimo to existuje množství dalších, méně běžných názvů, považovaných dnes za synonyma.
V klasifikaci rodu Aglais je poměrně značný zmatek, stejně jako v počtu poddruhů v rámci A. urticae. Někteří autoři například udávají poddruhy tři (A. u. urticae, A. u. chinensis, A. u. kansuensis), zatímco další jich popisují hned 18. Jiní se přiklání k tomu, že A. u. chinensis a A. u. kansuensis by spíše měly být samostatné druhy. Když se dělala fylogenetická studie založená na srovnávání mtDNA, vyšlo najevo, že odlišnosti vykazují zejména jedinci z vysokých horských poloh v jihovýchodní Asii (možná to jsou relikty z dob ledových). V těchto místech jsou také poddruhy nejsnáze rozeznatelné. Jinak však v celé eurasijské populaci existuje silná migrace a velkou část rozmanitosti (většinu haplotypů) je možné najít na téměř celé ploše výskytu.

## Popis

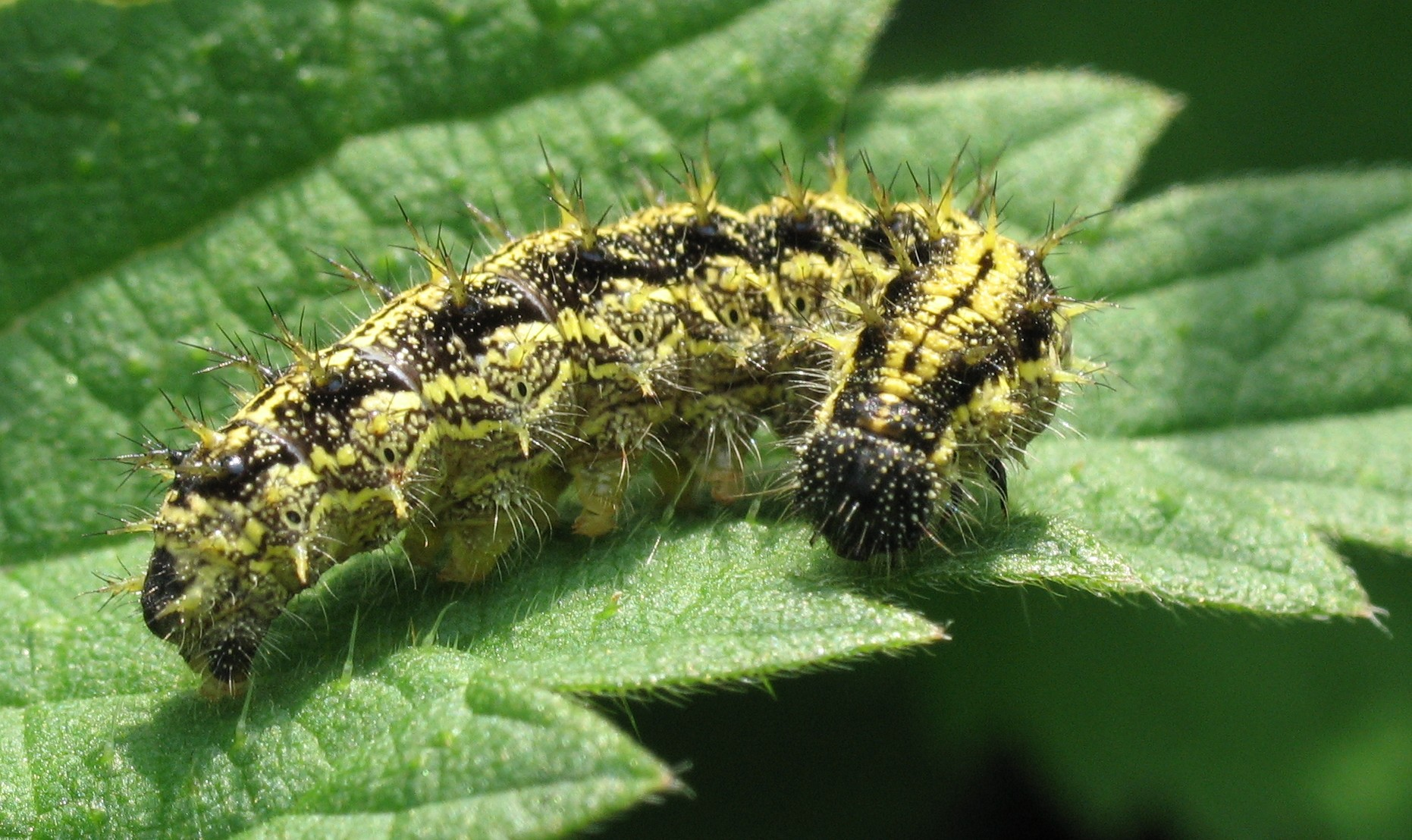
Starší housenky jsou samotářské

Jako všichni ostatní motýli prochází babočka kopřivová dokonalou proměnou. Její životní cyklus má čtyři stadia, během kterých se jedinec vyvíjí od vajíčka až po motýla. Prvním stadiem je vajíčko, druhým larva (v případě motýlů housenka), třetím kukla a posledním dospělec neboli imago. Vzhledově se jednotlivá stadia výrazně liší. Sameček je vždy menší než samička a má taktéž štíhlejší křídla než samička.

### Vajíčko
Babočka kopřivová klade soudečkovitá vajíčka ve velkých skupinách o počtu 80 až 100 kusů po dobu 20 až 90 minut na spodní stranu listu hostitelské rostliny, kterou je většinou kopřiva dvoudomá. Často na jeden list naklade vajíčka více než jedna samička a vždy na hostitelskou rostlinu rostoucí na teplém a slunném místě. Samičky jsou vybíravé na místo, kam vajíčka nakladou, protože je kladou v poměrně velkém množství a je třeba zajistit podmínky pro vývoj velkého počtu housenek. Vajíčka jsou tmavě zelená s osmi světlejšími žebry (další zdroje uvádějí devět žebírek).

### Housenka

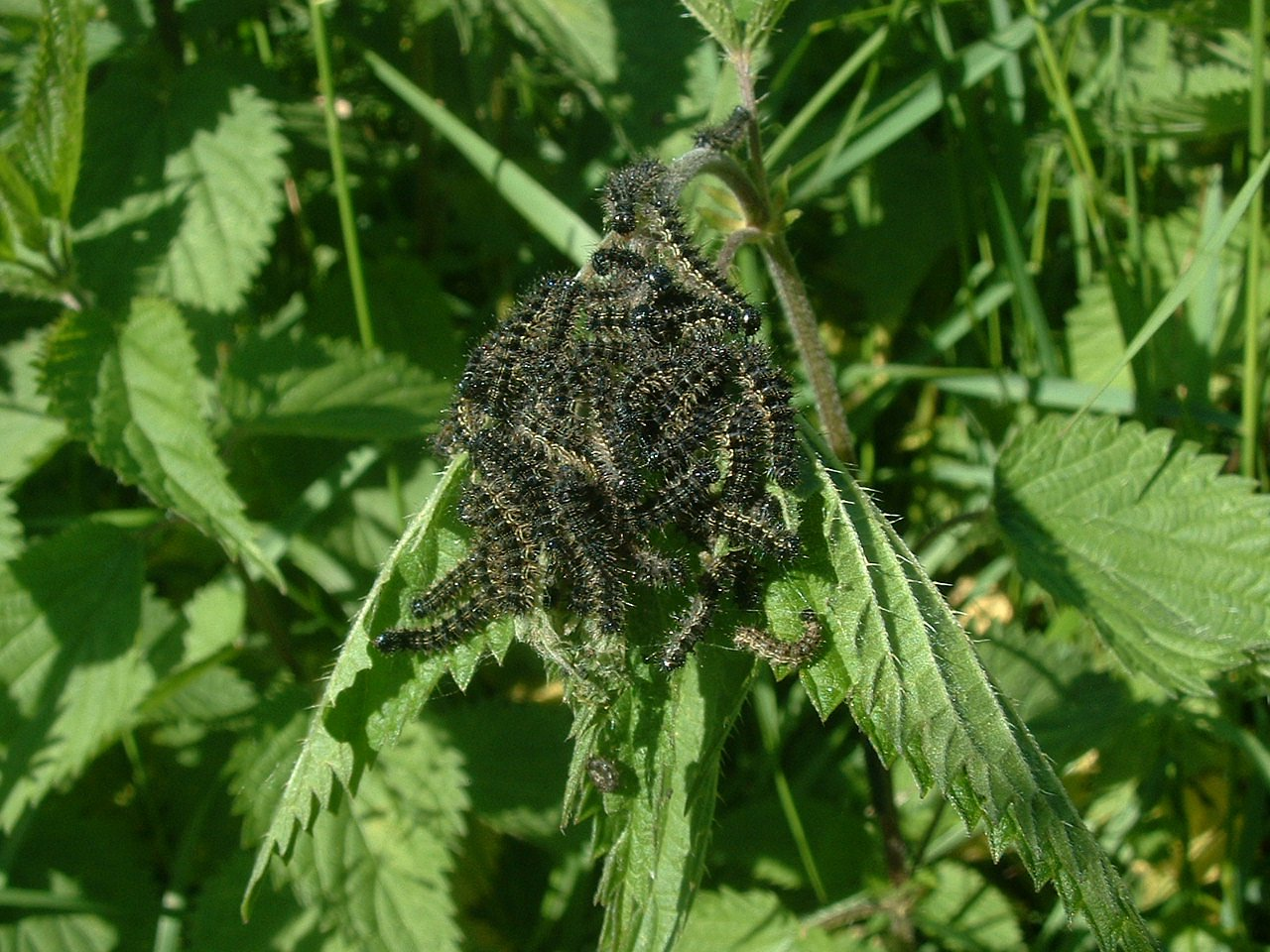
Mladé housenky žijí ve skupinách

Z vajíčka se po 12 dnech (jiný zdroj uvádí od 1 do 3 týdnů v závislosti na počasí) vylíhne housenka, která dosáhne délky přibližně 3,5 cm. Okamžitě po vylíhnutí sežere zbytky vajíčka a začne produkovat vlákno na hnízdo. Jak roste a konzumuje hostitelskou rostlinu, přemisťuje se na další vhodné rostliny v okolí za stálé produkce vlákna, čímž dochází ke vzniku rozsáhlého hnízda.
Tělo housenky je pokryto kratšími šedočernými trny, které mají odradit případné predátory. Povrch má tmavě černozelenou barvu s podélnými žlutými pruhy na stranách a na hřbetě. V období před zakuklením žijí housenky v horních částech kopřiv dvoudomých (popř. na kopřivě žahavce a výjimečně na chmelu otáčivém) v malých skupinách nebo samy; v období prvního instaru se zdržují ve společných hnízdech, které vytvářejí předením vláken po dobu až čtyř instarů. Kromě ochrany jim to umožňuje i vývoj za relativně nízkých teplot.
V případě ohrožení začnou housenky produkovat zelenou tekutinu, kroutit se, cukat či se smotají do klubíčka a spadnou na zem. Často se začnou všechny před predátorem vlnit stejně, což budí dojem jednoho těla. Listy kopřiv housenky požírají, dokud nezbudou jen holé lodyhy.
Housenky trpí četnými parazity, kteří požírají rostoucí housenku zevnitř.
Během posledního instaru se housenky rozlézají z hnízda do okolí, ale často několik jedinců zůstává i při zakuklení při sobě. Následně se housenka kuklí. V kukle dojde k přeměně v motýla.

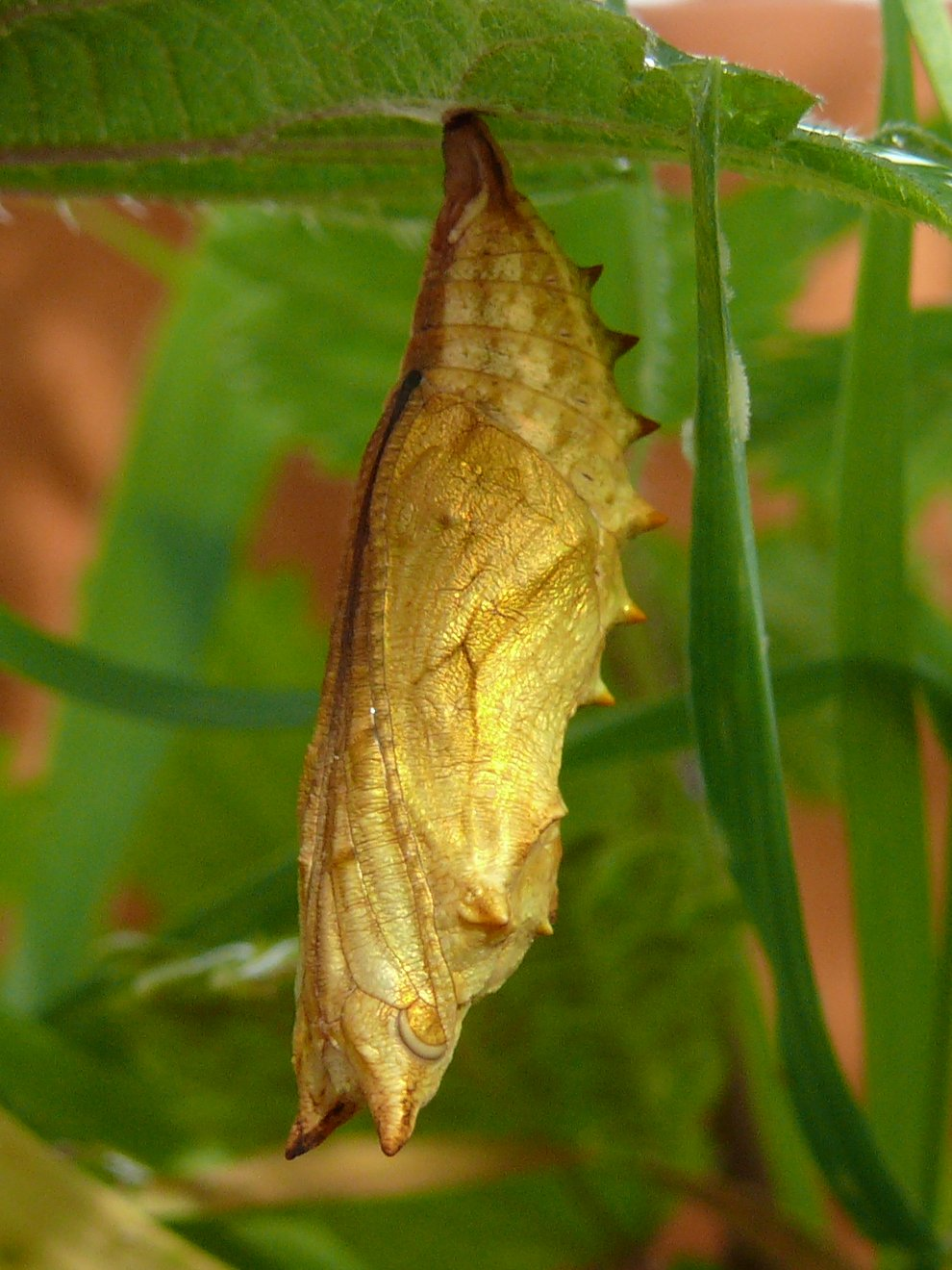
Třídenní kukla

V tomto období přechodu housenky na kuklu se utváří budoucí zbarvení křídel, které je závislé na teplotě okolí.

### Kukla
Budoucí motýl je zakuklen v zavěšené hranaté kukle rudohnědé barvy (jiný zdroj uvádí hnědošedé barvy) až černé se zlatými tečkami (jiný zdroj uvádí čtyři stříbrné tečky na hřbetě) po dobu přibližně 12 dní až dvou týdnů (jiný zdroj uvádí 2 až 4 týdny, doba zakuklení je závislá na teplotě okolí). Kukly se zavěšují na podložku pomocí háčku vyrůstajícího na konci zadečku.

### Dospělec
Dospělý motýl je veliký 40 až 50 mm, délka předních křídel je 22 až 25 mm (některé zdroje uvádějí až 30 mm). Babočka má nápadně oranžovo-červená křídla a tmavé tělo. Na křídlech má několik poměrně velkých černých skvrn, tři na každé straně u horního kraje předního páru křídel ve žlutém podkladu. V poli křídel jsou další tři menší okrouhlé skvrny a na konci křídla se pak nachází menší bílá skvrna. Křídla jsou na dolním okraji lemována řadou modrých skvrn ve tvaru měsíčků na černém pozadí. Mezi poslední černou skvrnou a špičkou předního křídla je výrazná bílá skvrna. Když je v Česku parné léto, babočky mívají rozdílné zbarvení od normálního. Vyskytují se jedinci s ohnivým zbarvením, kteří nemají skvrny v poli 10, 11 a 12. V případě, že je v létě chladno, jsou větší černé skvrny, které se u většího procenta motýlů i splývají dohromady. Vnější strana křídel je mírně zubatá. Spodní strana křídel je šedohnědá, ostře rozdělená mezi světlou vnitřní a tmavší vnější část. Okraje křídel má mírně zubaté. Samci jsou menší než samice a mají štíhlejší křídla.
V případě ohrožení dospělec začne rychle otvírat a zavírat svá křídla, čímž ukazuje útočníkovi svá zbarvení ve snaze ho odstrašit.
Dospělec je v případě chladu schopen generovat teplo pomocí tření, což umožňuje let motýlovi i ve velmi chladném období. Během teplých dní se pak často vyhřívají na obnažené půdě či na nízké zeleni s křídly uzavřenými k sobě, čímž ukazují do okolí spodní stranu křídel fungující jako kamufláž.

#### Potrava

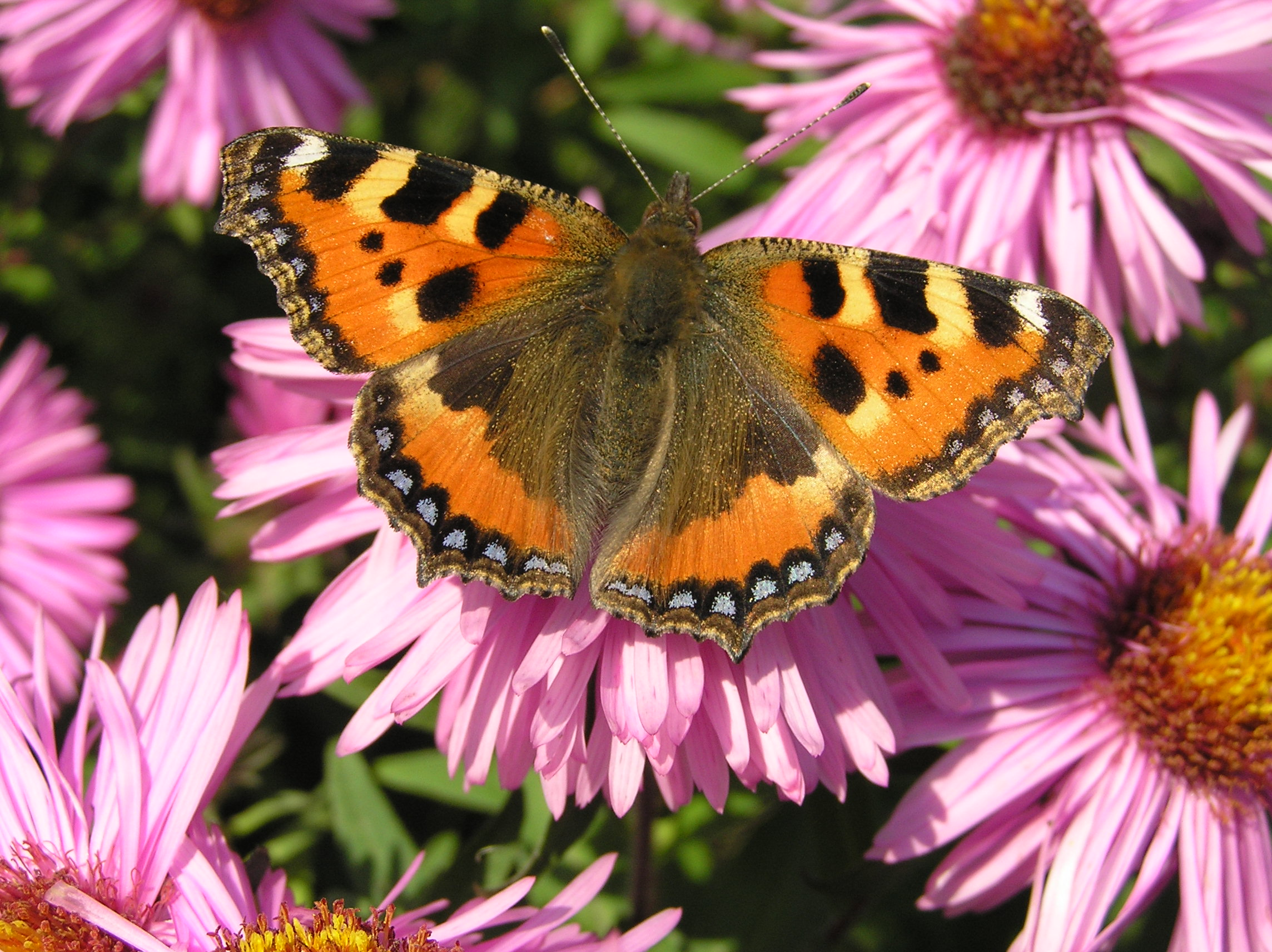
Dospělý motýl se živí nektarem z květů

Dospělí motýli sají nektar z květů různých rostlin dostupných v místě výskytu. V Evropě jsou to například: bukvice lékařská (Betonica officinalis), ostružiník křovitý (Rubus fruticosus agg.), pupava obecná (Carlina vulgaris), čertkus luční (Succisa pratensis), chrastavec rolní (Knautia arvensis), ptačinec velkokvětý (Stellaria holostea), jestřábníky (Hieracium sp.), vřes obecný (Calluna vulgaris), sadec konopáč (Eupatorium cannabinum), břečťan popínavý (Hedera helix), chrpy (Centaurea sp.), dobromysl obecná (Origanum vulgare), prvosenka bezlodyžná (Primula vulgaris), ptačí zob obecný (Ligustrum vulgare), starček přímětník (Senecio jacobaea), pcháče (Cirsium sp.), mateřídouška (druh Thymus polytrichus) a máta vodní (Mentha aquatica).
Po konzumaci potravy dochází ke změně hmotnosti motýla, což mění jeho rychlost letu. S narůstajícím množstvím zkonzumované potravy klesá jeho rychlost letu, čímž se stává snadnější kořistí pro případné predátory. Úniková rychlost na vzdálenost 0,5 metrů experimentálně poklesla v případě nasycení o 37 %.

## Výskyt

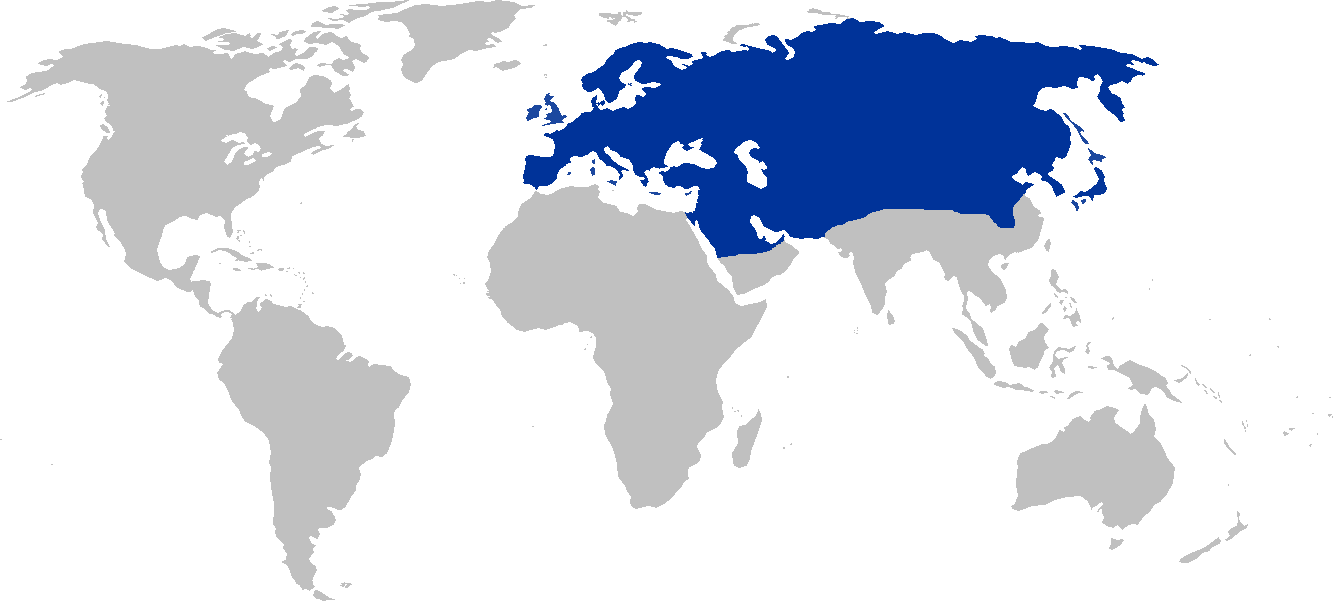
Mapa rozšíření babočky kopřivové

Babočka kopřivová je dobrým a vytrvalým letcem, což jí umožňuje osídlení širokých oblastí. Jedná se o vysoce mobilní druh. Není vázána na konkrétní biotop, takže se vyskytuje na pasekách, okrajích lesů, loukách, stepích, polích, úhorech, městech a lze ji pozorovat na rozsáhlém území napříč kontinenty. V Evropě byla zaznamenána ve všech státech s výjimkou Islandu a to až do oblasti za polárním kruhem. Směrem na východ pak obývá Rusko, Turecko, část Blízkého východu, přes Asii až po Japonsko. Ojediněle byla pozorována i na kontinentálním území Spojených států. Obývá oblasti až do výšky 3000 metrů nad mořem, ale v Himálaji byla spatřena i ve výškách nad 5000 metrů. Babočka kopřivová často migruje z nížin do hor, čímž dochází k promíchání motýlů různého původu.
S ohledem na zeměpisnou šířku se vyskytuje v různých částech Evropy v rozdílný čas – v jižní Evropě v únoru a v severní Evropě až v květnu. V Česku se vyskytuje od jara do pozdního podzimu a byla pozorována i na Václavském náměstí v Praze.
Často navštěvuje jeteliště. V některých zemích bývají z housenek uměle chováni motýli, kteří se pak vysazují do měst pro oživení kvetoucích záhonů a parků.
Její populace v různé roky často klesá a zase narůstá, ale od 90. let 20. století se její počty například v oblasti jižní Anglie významně snížily a nyní jsou zde pozorováni jen jednotliví motýli, nikoliv početnější kolonie. Častěji se začala objevovat opět až v roce 2009. Předpokládá se, že její četnost v přírodě je spojena s klimatickými změnami a výskytem parazitů, kteří motýla hubí. Taktéž je možné, že pokles je způsoben používáním pesticidů v zemědělství, jelikož se housenky často vyskytují na otevřených loukách, které jsou chemicky postřikovány.
Paleontologické nálezy naznačují, že tento druh se na Zemi vyskytuje již přes 15 miliónů let – nalezená fosílie Aglais karaganica ze středního miocénu, na níž se velmi dobře zachoval i vzor křídel, je od babočky kopřivové prakticky nerozlišitelná.

## Chování

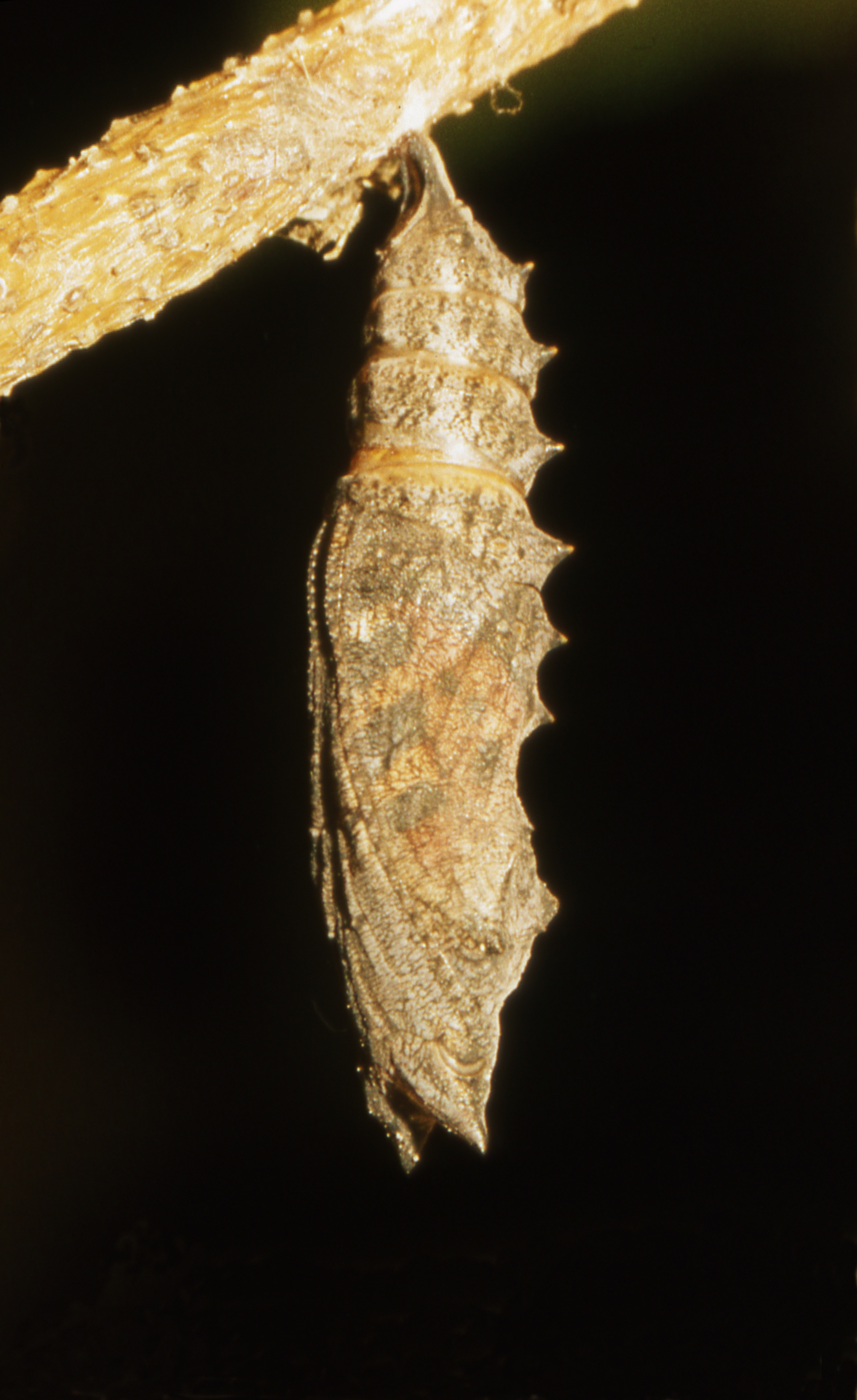
Kukla krátce před vylíhnutím

Babočka kopřivová vytváří ve střední Evropě ve vegetačním období dvě, dle některých zdrojů až tři generace, které se během léta překrývají (například třeba ve Skotsku se ale rodí pouze jedna generace motýlů v červenci), množství generací tak záleží na délce léta. První generace se vyskytuje zpravidla od poloviny června do poloviny července. Poslední generace v roce přezimuje a přežívá až do května následujícího roku. Dospělci z této generace nemají dostatečně vyvinuté pohlavní orgány a věnují se převážně příjmu potravy a slunění, což jim usnadňuje přezimování. Pokud množství zásob potravy v těle motýla nepřesáhne 20 % jeho celkové hmotnosti, babočka přezimování nepřežije. Chování spojené s rozmnožováním se u nich projevuje až na jaře. Samci pro rozmnožování používají vyčkávací strategii (perching) a v odpoledních hodinách hájí dočasná teritoria.
K zimnímu spánku vyhledávají úkryty často i v blízkosti člověka – ve sklepích či na půdách venkovských domů. Mezi přirozené úkryty patří jeskyně, v puklinách kůry stromů či v dutinách stromů.
Ve střední Evropě se začínají objevovat časně z jara (březen až duben) a občas i v zimě během oblevy za slunných dní, kdy vyrážejí hledat poraněné stromy a rozkvetlé jívy.

## Rozmnožování

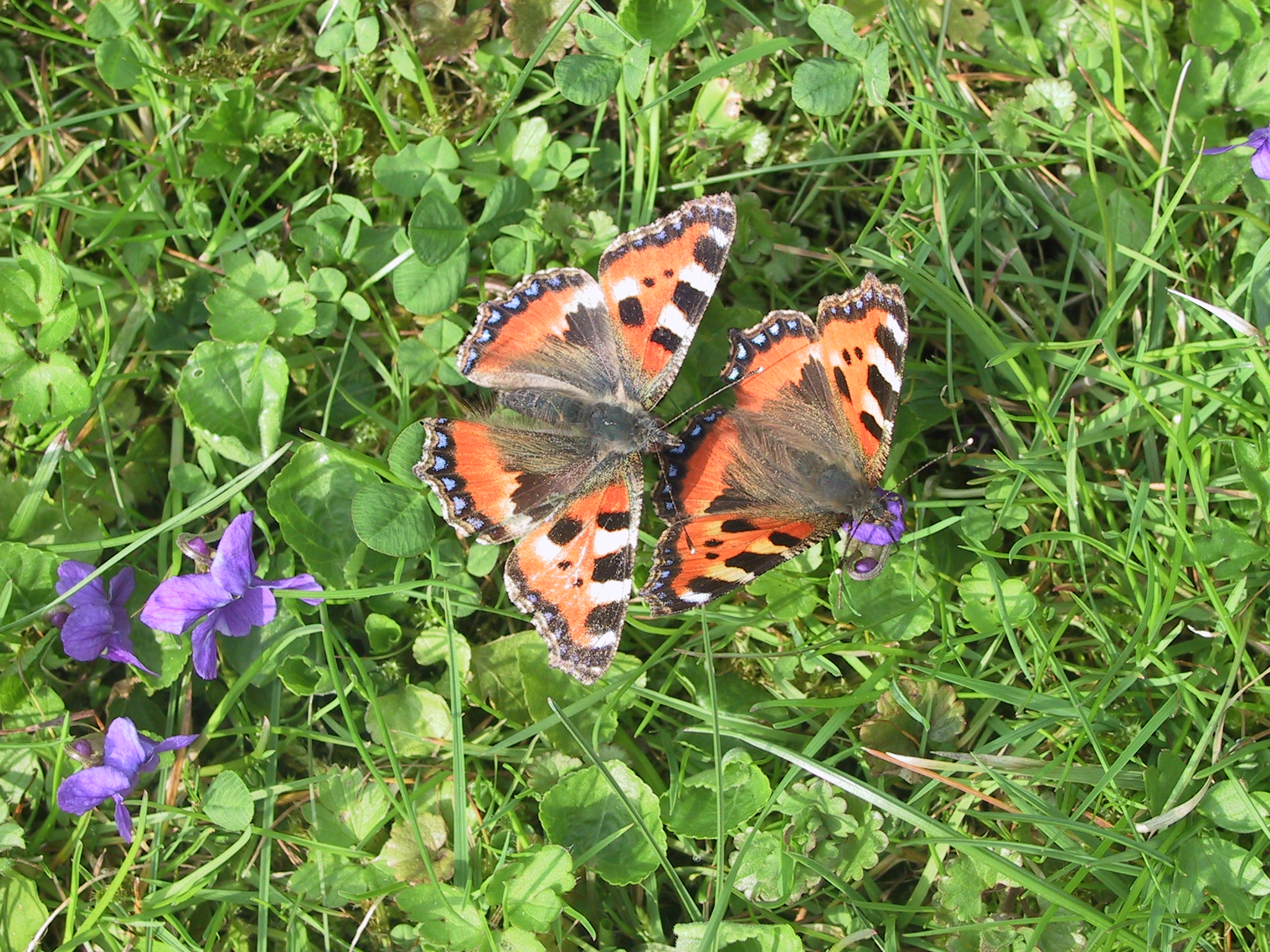
Samec a samička během námluv před kopulací

Samci od brzkých odpoledních hodin vyhlížejí samici, se kterou by se spářili. S otevřenými křídly si sednou na zem, zaberou určité teritorium a čekají. Když kolem nich proletí samice, započnou s namlouvacím rituálem v podobě pronásledování letící samice až do doby, než si sedne na zem. V případě, že má samice zájem, otevře svá křídla. Samec přistupuje k samici zezadu a taktéž s otevřenými křídly. Poté se postaví na její zadní křídla, do kterých rázně bubnuje svými tykadly. Tento zvuk je tak pronikavý, že ho slyší i lidské uši. Dvojice následně popoletí o kousek a celý proces se opakuje. Ostatní samci jsou v době páření odhánění úspěšným samcem. Celý proces trvá několik hodin až do stmívání, kdy samice zavede samce do úkrytu pod keřem či jinou překážkou. Samec i samice mají zdvižená křídla, samec projde okolo samice a zkroutí zadeček ke kopulaci. Přibližně po 20 minutách se pak postaví čelem k sobě a začnou až do rána kopulovat.

## Ekologické vztahy

### Predátoři
Dospělce požírají ptáci či pavouci. Experimentálně bylo zjištěno, že v případě napadení dospělce predátorem, je motýl schopen vystartovat na krátkou vzdálenost (0,5 m) vyšší rychlostí, než kterou startuje přirozeně, když není ohrožen. Housenky jsou požírány taktéž vosami.

### Paraziti
Současné výzkumy naznačují, že okolo 18 % populace babočky je napadeno několika druhy parazitů. Mezi časté patří parazitická moucha kuklice babočková (Sturmia bella), která byla například do Anglie zavlečena jako invazní druh v roce 1998. Kuklice klade vajíčka na listy kopřiv, které požírají housenky babočky. Housenka pozře list společně s malými vajíčky, které nepoškozené prochází do těla housenky, kde se vylíhnou. Po vylíhnutí začnou larvy konzumovat měkkou tkáň housenky a před zakuklením pozřou i životně důležité orgány a prokoušou se z umírající housenky ven. Kuklice babočková je mimo Anglii hojně rozšířena v jižní Evropě, severní Africe a napříč Asii.